# ADITO
ADITO ist eine Customer-Relationship-Management-Software, kurz CRM, die Informationen aus verschiedenen Bereichen eines Unternehmens (Kontaktmanagement, Vertrieb, Marketing, Service) zentral zusammenführt. Der Hersteller ADITO Software GmbH bezeichnet seine Software als Plattform, mit der Unternehmen neben Kundenbeziehungen auch Beziehungen zu beliebigen anderen Bezugsgruppen wie Lieferanten, Behörden, Partnern oder Wettbewerbern abbilden können. Die Software ist laut Herstellerangaben plattform- und branchenunabhängig einsetzbar.

## Geschichte
Das Unternehmen ADITO Software GmbH wurde 1988 von Heinz Boesl zu einer Zeit gegründet, als Customer-Relationship-Management noch weitgehend unbekannt war. Seinen Hauptsitz hat das Unternehmen im bayerischen Geisenhausen. Weitere Niederlassungen gibt es in Stuttgart, Cottbus und Hennef. Vorgänger der aktuellen Version von ADITO waren ADITO I (1988), ADITO II (1994) sowie die Lösungen für Computer Aided Selling und die CRM-Lösungen ADITO performance (2000). Es folgte ADITO online (2004) für mobiles CRM, eine der ersten Kundenbeziehungssoftwares in Java. Mit ADITO4 & ADITO4mobile (2011) bietet das Unternehmen eine auf einer Plattform basierende Lösung zur Organisation von Unternehmensprozessen. Es folgte die Version ADITO 5 (2017). Aktuell ist die Version ADITO xRM verfügbar. Durch die Trennung von Applikationskern und Customizing ist die Lösung flexibel erweiterbar.

## Funktionalitäten
Mit der CRM-Software ADITO organisieren Unternehmen Prozesse in Vertrieb, Marketing, Service und Einkauf. Neben Kundenbeziehungen werden auch beliebige Bezugsgruppen, wie Lieferanten, Mitarbeiter, Mitglieder und Partner einbezogen. Die Software ist zertifiziert nach DIN EN ISO 9001:2008 und mit den BITMi-Gütesiegeln „Software made in Germany“ und „Software hosted in Germany“ des Bundesverbands IT-Mittelstand e. V. sowie mit dem CRM Excellence Award der Gesellschaft zur Prüfung von Software (GPS) und dem Red Dot Design Award in der Kategorie Interface & User Experience Design ausgezeichnet.
Weitere Funktionen:
- Kontaktmanagement mit Dublettenprüfung
- Aufgaben- und Terminmanagement
- Beziehungsmanagement und Historien
- Mehrstufiges Kampagnenmanagement, Umfragen und Analysen
- E-Mail-Marketing, Serienaktionen und Werbemittelverwaltung
- Vertriebsmanagement mit Meilensteinen, Opportunities, Bewertungen und Analysen
- Tourenplanung
- Angebots-,Vertrags- und Belegmanagement
- Servicemanagement mit zentralem Cockpit, Telefonintegration und Produktverwaltung
- Reports, Analysen und Statistiken
- Verwaltung von Lieferantenkonditionen und Bestell-Management
- Maschinenverwaltung, Fuhrparkmanagement und Objektverwaltung

## Module und Branchen-Lösungen
ADITO ist eine Miet-Software und richtet sich an Unternehmen mit mindestens fünf Anwendern. Zur Auswahl stehen ein Basic- und verschiedene Branchen Module, die jeweils auf der ADITO Plattform aufbauen.
Speziell angepasste Branchen-Lösungen bietet ADITO für die Bau- und Bauzulieferindustrie, den Anlagen- und Maschinenbau, Körperschaften und Verbände, Finanzdienstleister, Software-Hersteller und den Bereich Life Science.

## Customizing
Daten, Informationen und Prozesse eines Unternehmens sammelt ADITO auf einer Plattform und stellt sie dem Nutzer zur Verfügung. Dabei ist die Software modular aufgebaut und flexibel anpassbar.
Das Datenmodell von ADITO ist offen und kann mit der Rapid-Application-Development-Plattform ADITO Designer erweitert werden (generisches System). Die Software bleibt dabei trotz Customizing Release-fähig. Das wird durch die mehrschichtige Software-Architektur möglich, die den Anwendungskern von der Plattform trennt.
Mit fundierten Kenntnissen in JavaScript, Skriptsprachen und objektorientierter Programmierung kann der ADITO Designer auch von Kunden selbst als Entwicklungstool genutzt und die Plattform so neu gestaltet werden. Mit den Konfigurationswerkzeugen können grundlegende Einstellungen und Schnittstellen angepasst werden.

## Integration und Schnittstellen
Drittsysteme bindet ADITO über Plug-In-Schnittstellen (Webservices) an, um Medienbrüche und Informationslücken zu vermeiden. Integriert werden können Fremdsysteme wie ERP, BI, DMS, CTI und Groupware-Anwendungen. Mit Hilfe der auf JavaScript basierenden Anpassungssprache JDito lassen sich Workflows sowie Import und Export von Daten erstellen.
ADITO basiert auf der Programmiersprache Java und ist plattformunabhängig. Geeignete Betriebssysteme sind Windows, MacOS, iOS, Android, Linux und Solaris. ADITO kann als Inhouse- oder Cloud-Lösung genutzt werden. Als Software-on-Demand wird die Lösung über eine gesicherte Internetverbindung bereitgestellt und in einem zertifizierten Hochsicherheits-Rechenzentrum in Deutschland gehostet. Mit der mobilen Version der CRM-Plattform und der App ADITO mobile nutzen Anwender die Software auch mit Notebooks, Tablets, Smartphones und Hybriden. Die Software ist unicodefähig und somit in jeder Sprache verfügbar.

## Verbreitung
Unternehmen aus den verschiedensten Branchen wie Bau, Industrie, Dienstleistung, Handel oder öffentlichen Organisationen setzen laut Hersteller die CRM-Plattform ADITO ein. Neben namhaften Unternehmen, wie dem Ravensburger Spieleverlag, der Bott GmbH & Co. KG, der Sievert AG oder Hama, gehören auch große Organisationen wie die IG Metall, Kassenärztliche Vereinigungen oder die Bundesagentur für Arbeit zu den Kunden.